# چاپ چهار بعدی
چاپ ۴ بعدی (همچنین به عنوان اریگامی فعال یا سیستم شکل دادن  شناخته می‌شود ) از تکنیک‌های مشابه چاپ سه بعدی از طریق برنامه‌ریزی کامپیوتری رسوب مواد در لایه‌های پی در پی برای ایجاد یک شی سه بعدی استفاده می‌کند. چاپ ۴ بعدی بعد تحول را در طول زمان نیز اضافه می‌کند. بنابراین نوعی ماده قابل برنامه‌ریزیماده قابل برنامه ریزی است که در آن محصول چاپی پس از فرآیند ساخت با پارامترهای موجود در محیط (رطوبت ، دما و ...) واکنش نشان داده و متناسب با آن شکل خود را تغییر می‌دهد. توانایی انجام این کار از تنظیمات بی‌نهایت نزدیک در رزولوشن میکرومتر ناشی می‌شود که باعث ایجاد جامدات با توزیع فضایی مولکولی مهندسی می‌شود  و در نتیجه امکان عملکرد بی نظیر چند منظوره را فراهم می شود.

## تکنیک های چاپ
استریولیتوگرافی یک تکنیک چاپ سه بعدی است که با استفاده از فتوپلیمر سازی بستر لایه به لایه را ایجاد می کند و یک شبکه پلیمری ایجاد می کند. بر خلاف مدل سازی رسوب ذوب شده ، جایی که مواد اکسترود شده بلافاصله برای تشکیل لایه ها سخت می شوند ، چاپ 4D اساساً در استریولیت سنگی استوار میباشد ، جایی که در اکثر موارد از نور ماورا بنفش برای بهبود مواد لایه ای پس از اتمام فرآیند چاپ استفاده می شود.  ناهمسانگردی با مهندسی جهت و مقدار تغییرات در یک شرایط خاص ، با مرتب سازی ریزمواد به گونه ای که جهت گیری جاسازی شده ای برای چاپ نهایی وجود داشته باشد ، حیاتی است.  

### معماری الیاف

یکی از پلیمرهای ترکیبی که توسط Tibbits و همکاران. چاپ شده ، هنگام غوطه ور شدن در زیر آب به این صورت واکنش نشان می دهد.

اکثر سیستم های چاپ 4 بعدی از شبکه ای از الیاف استفاده می کنند که از نظر اندازه و خصوصیات مواد متفاوت میباشند . جسم های چاپ شده 4D می توانند در مقیاس های کلان و همچنین در مقیاس های خرد طراحی شوند. طراحی مقیاس های خرد از طریق شبیه سازی های پیچیده مولکول / الیاف که تقریبی از خواص همه مواد جمع شده استفاده شده در نمونه است ، حاصل می شود. اندازه ، شکل ، مدول و الگوی اتصال این بلوک های سازنده مواد با فعال شدن محرک رابطه مستقیمی با شکل تغییر شکل را دارا هستند.  

#### پلیمرها و هیدروژل های واکنش دهنده نسبت به آب
Skylar Tibbits مدیر آزمایشگاه Self-Assembly در MIT است و با گروه مواد Stratasys برای تولید یک پلیمر ترکیبی متشکل از عناصر بسیار آب دوست و عناصر خنثی از لحاظ واکنش پذیری  و سفت و سخت کار کرد. خصوصیات منحصر به فرد این دو عنصر متفاوت تا 150٪ تورم قسمتهای خاصی از زنجیره چاپ در آب را امکان پذیر می کند ، این در حالی است که عناصر سفت و سخت محدودیت های ساختار و زاویه را برای زنجیره تبدیل شده تنظیم می کنند. تیبیتز و همکاران او زنجیره ای تولید کردند که هنگام غوطه ور شدن در آب کلمه ی "MIT" را هجی می کند و زنجیره دیگری که تحت شرایط مشابه قرار می گیرد به یک مکعب مفتول تبدیل می کند . 

##### کامپوزیت های سلولزی
تیله و همکارانش احتمالات یک ماده مبتنی بر سلولز را که می تواند به رطوبت واکنش نشان دهد ، بررسی کردند . آنها یک فیلم دو لایه با استفاده از استرهای استرولای سلولزی با درجه جایگزینی متفاوت در دو طرف ایجاد کردند. یک استر با درجه جایگزینی 0.3 (یعنی بسیار آب دوست است ) و دیگری درجه جایگزینی 3 (یعنی بسیار آبگریز است  ) وقتی نمونه از 50 خنک شد ° C تا 22 درجه سانتیگراد ، و رطوبت نسبی از 5.9 to به 35 افزایش یافت ، طرف آبگریز منقبض شده و به تبع آن طرف آب دوست متورم می شود ، و باعث می شود نمونه به سختی بپیچد. این فرآیند برگشت پذیر میباشد ، زیرا برگرداندن تغییرات دما و رطوبت باعث می شود تا نمونه مجدداً باز و گسترده  شود. 
درک تورم ناهمسانگرد و ترسیم نقشه تراز بودن فیبریل های چاپ شده توسط A. Sydney Gladman و همکاران امکان پذیر گشته است . برای تقلید از رفتار شنیع گیاهان استفاده شده است . شاخه ها ، ساقه ها و گل ها با تغییر تورگور داخلی دیواره های سلولی و ترکیب بافتی به محرک های محیطی مانند رطوبت ، نور و لمس واکنش نشان می دهند.  با توجه به پیشبینی از این امر ، تیم معماری هیدروژل ترکیبی که رفتار تورم ناهمسانگرد محلی و ساختار دیواره سلولی معمولی را تقلید می کند ساخته اند . فیبرهای سلولزی در حین انجام  فرآیند چاپ با میکروفیبریل هایی با نسبت ابعاد بالا (100 ~ and) و مدول الاستیک در مقیاس 100 GPa ترکیب می شوند. این میکروفیبریل ها برای ساختار در یک ماتریس نرم آکریل آمید قرار می گیرند.
جوهر ویسکوالاستیکی که برای چاپ این کامپوزیت هیدروژل استفاده می شود ، محلول آبی با ترکیبات  N ، N-dimethylacrylamide ، نانورس ، گلوکز اکسیداز ، گلوکز و سلولز نانوالیافی است. نانو رس یک کمک رئولوژیکی است که جریان سیال را بهبود می بخشد ، و گلوکز وقتی از مواد با نور ماورا بنفش بهبود می یابد از مهار شدن اکسیژن جلوگیری می کند. تیم با آزمایش کردن این جوهر ، یک مدل نظری برای مسیر چاپ ایجاد کردند که جهت فیبرهای سلولزی را مشخص  می کند ، جایی که لایه پایین چاپ موازی با محور x است و لایه بالایی چاپ با یک زاویه تتا در جهت عقب ساعت چرخانده می شود . انحنای نمونه به مدولهای الاستیک ، نسبت تورم و نسبتهای ضخامت لایه و ضخامت دو لایه بستگی دارد. بنابراین ، مدل های تنظیم شده که منحنی میانگین و انحنای گاوسی را توصیف می کنند ، به ترتیب دو رابطه ی زیر میباشند .
{\displaystyle H=c_{1}{\frac {\alpha _{\parallel }-\alpha _{\perp }}{h}}{\frac {\sin ^{2}(\theta )}{c_{2}-c_{3}\cos(2\theta )+m_{4}\cos(4\theta )}}}
گلادمن و همکاران او دریافتند که با نزدیک شدن زاویه θ به 0 درجه ، انحنا معادله ی کلاسیک تیموشنکو را تقریب می بخشد و عملکرد آن مشابه نوار دو فلزی میباشد . ولی با نزدیک شدن θ به 90 درجه ، انحنا به شکلی مانند زین تبدیل می شود. بنابراین ، با درک این موضوع ، تیم می تواند اثرات نا همسانگردی را کنترل کند و خطوط تقارن را شکسته و باعث ایجاد هلی کوئید ، پروفیل های برآمده و چیز های دیگر نیز بشود. 
{\displaystyle K=-c_{4}{\frac {(\alpha _{\parallel }-\alpha _{\perp })^{2}}{h^{2}}}{\frac {\sin ^{2}(\theta )}{c_{5}-c_{6}\cos(2\theta )+m_{4}\cos(4\theta )}}}

#### پلیمرها و هیدروژل و واکنش نسبت به گرما
پلی (N-isopropylacrylamide) یا pNIPAM ، ماده ای است که معمولاً به حرارت واکنش نشان می دهد . هیدروژل pNIPAM در محلول آبی  آب گریز در 32 درجه متورم می شود ، دمای بحرانی محلول آن نیز کم است. دمای بالاتر از آن باعث کم آبی هیدروژل شده و باعث کوچکتر شدن آن می شود ، بنابراین تغییر شکل میدهد . هیدروژل های متشکل از pNIPAM و برخی از پلیمرهای دیگر مثل 4-هیدروکسی بوتیل اکریلات (4HBA ،) برگشت پذیری شدیدی را نشان می دهند ، جایی که حتی پس از 10 چرخه تغییر شکل تغییر شکل جدیدی وجود ندارد.   Shannon E. Bakarich و همکاران او نوع جدیدی از جوهر چاپ 4D متشکل از هیدروژل های پیچیده کووالانسی یونی را ایجاد کردند که ساختاری مشابه هیدروژل های شبکه دو شبکه استاندارد دارد . شبکه اول پلیمری با کاتیونهای فلزی پیوند مستقیم نیز دارد ، در حالی که شبکه دوم با پیوندهای کووالانسی متصل میباشد . سپس این هیدروژل با یک شبکه pNIPAM برای سفت تر شدن و تحریک حرارتی جفت می شود. در تست های آزمایشگاهی ، این ژل با افزایش دما ۲۰–۶۰ درجه سلسیوس (۶۸–۱۴۰ درجه فارنهایت) ، و سپس به 20 درجه بازگردانی شد همچنین یک شیر هوشمند کنترل کننده مایعات چاپ شده از  ماده ای برای بسته شدن هنگام لمس آب گرم و همچنین باز شدن هنگام لمس آب سرد طراحی شده است. این شیر با موفقیت در آب سرد باقی میماند و میزان جریان آب گرم را تا 99٪ کاهش می دهد. این نوع جدید هیدروژل چاپ 4D از نظر مکانیکی نسبت به سایر هیدروژل های حرارتی تحریک پذیر تر بوده و در کاربردهایی مانند ساختارهای خود-مونتاژ ، فناوری پزشکی ، رباتیک نرم و فناوری حسگر پتانسیل کاربرد دارد . 

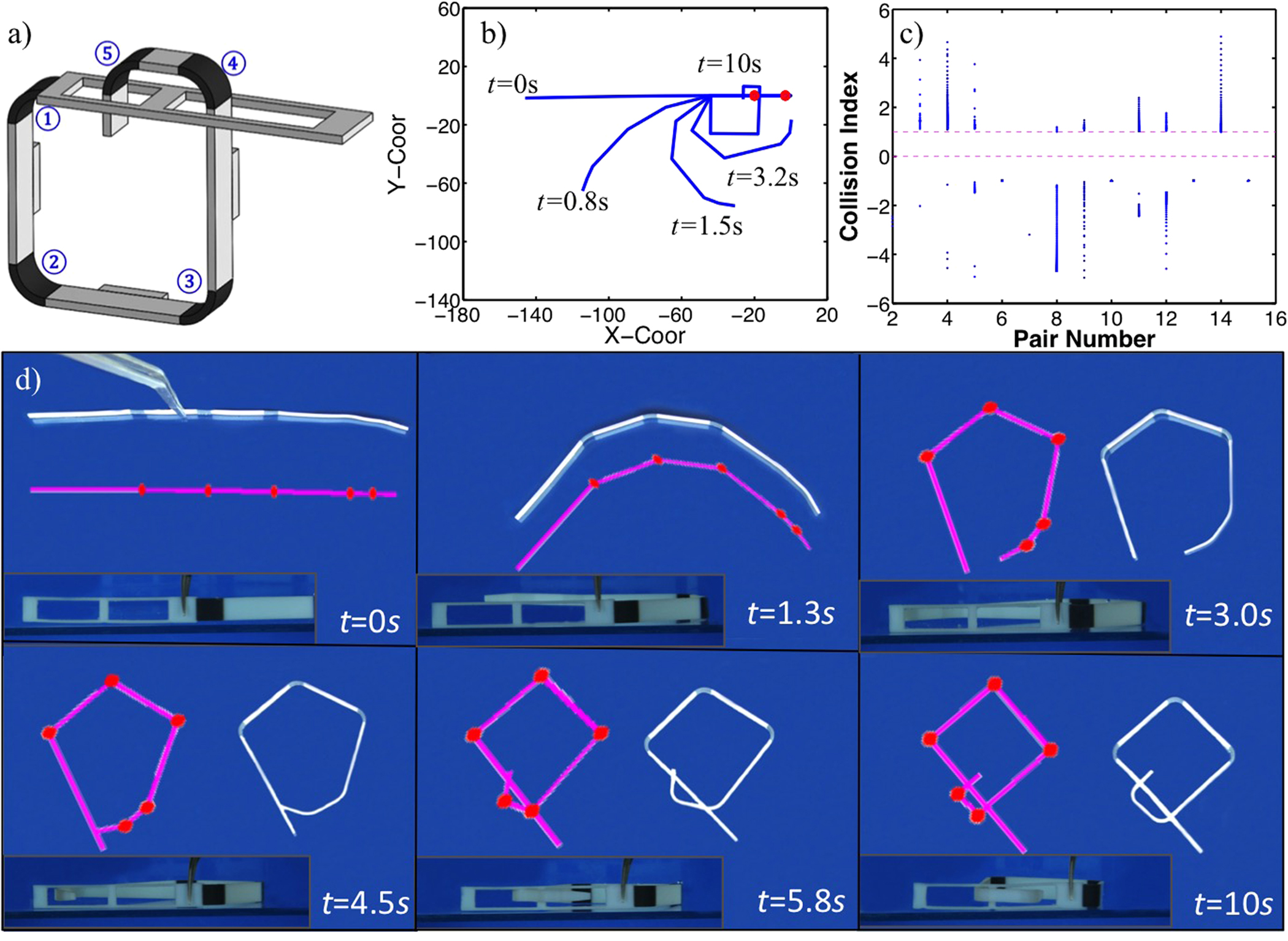
شماتیک یک مولفه SMP به هم پیوسته.

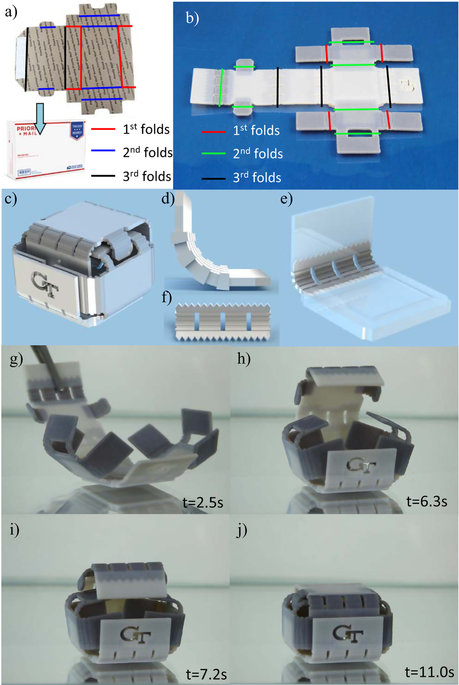
یک SMP به هم پیوسته و خود تاشو که از روش تا شدن صندوق پستی USPS تقلید می کند.

### شکل دیجیتال - حافظه پلیمرها

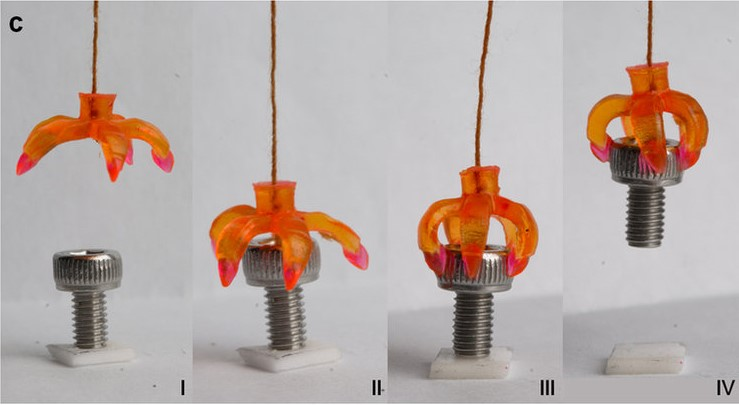
تایم بپس یک گیرنده SMP که Qi Ge و همکارانش طراحی کردند. برای گرفتن و رها کردن یک شی

پلیمرهای دارای حافظه شکل (SMP) در شرایط خاص ، مانند قرار گرفتن در حرارت برای یک مدت زمانی ، قادر به بازیابی شکل اصلی خود از یک شکل تغییر شکل یافته ی دیگر هستند. بسته به نوع پلیمر ، ممکن است تنظیمات مختلفی وجود داشته باشند که مواد ممکن است در تعدادی از شرایط دما به کار برود. SMP های دیجیتالی از فناوری چاپ سه بعدی برای مهندسی بسیار دقیق محل قرارگیری ، هندسه و نسبت های اختلاط و پخت SMP با ویژگی های متفاوت مانند انتقال شیشه یا دمای انتقال ذوب بلور استفاده می کنند.  یقی مائو و همکاران او از این ویژگی ها برای ایجاد یک سری لولاهای SMP دیجیتال که دارای رفتارهای حرارتی مکانیکی متفاوت و حافظه شکلی نیز هستند استفاده کردند ، که روی مواد سفت و سخت و غیر فعال پیوند می خورند. بنابراین ، تیم قادر به ساخت نمونه ای تاشو بود که میتوانست بدون دخالت در خودش تا شود و حتی برای ایجاد ساختار مقاوم تر ، قفل نیز شود. یکی از این پروژه ها شامل یک جعبه خود تاشو میباشد که به تبع از صندوق پستی USPS مدل سازی شده است. 
Qi Ge و همکاران SMP های دیجیتال را بر اساس اجزای سازنده با مدول های مختلف الاستیسیته و دمای انتقال شیشه با سویه های با شکست و خواص مکانیکی بسیار بالا تا 300 درصد بزرگتر از مواد قابل چاپ موجود طراحی کرده اند. این به آنها این امکان را می دهد که یک گیرنده چند ماده ای ایجاد کنند که بتواند جسمی را با توجه به ورودی دما گرفته و آزاد کند. اتصالات ضخیم برای استحکام از SMP ساخته شده اند ، در حالی که نوک میکرو گیرها را می توان به طور جداگانه طراحی کرد تا بتوانند یک تماس ایمن برای وسیله حمل و نقل را داشته باشد. 

### آرامش استرس
استرس در فشار 4 بعدی به این صورت تعریف میشود : فرآیندی میباشد که در آن یک مونتاژ مواد تحت تنش صورت میگیرد که در داخل مواد "ذخیره می شود". این تنش بعداً می تواند آزاد شود و باعث یک تغییر شکل کلی مواد شود. 

#### پلیمرهای عکس العمل حرارتی
این نوع تحریک پلیمری را می توان به عنوان آرامش  تنش ناشی از عکس نیز توصیف نمود .
این فناوری با قرار دادن شکاف های خمشی دل خواه در معرض نوارهای متمرکز نور شدید ، از خم شدن پلیمر با درجه حرارت بهره می برد. این شکاف های خمشی تحت تنش چاپ می شوند اما تا زمانی که در معرض نور قرار نگیرند تغییر شکل نمی دهند. عامل فعالی که خمش مواد را ایجاد می کند ، گرمای منتقل شده توسط نور شدید است. خود ماده نیز از پلیمرهای شیمیایی واکنش پذیر ساخته شده است. این ترکیبات با کمک یک مخلوط پلیمری همراه با یک فتوشاتور برای ایجاد کردن یک پلیمر آمورف ، متقاطع کووالانسی را تولید می کنند. این ماده به صورت ورقه  تشکیل شده و تحت کشش عمود بر چین خمشی مورد نظر بارگیری می شود.
سپس مواد در معرض طول موج خاصی از نور قرار میگیرند ، چون که دستگاه تحریک کننده نوری ای که مصرف می شود ، مخلوط باقیمانده را پلیمری می کند و باعث ایجاد آرامش تنش می شود. بخشی از مواد که در معرض نور هستند را می توان با استفاده از شابلون ها کنترل کرد تا الگوهای خاص خمشی ایجاد کنند. همچنین می توان چندین بار تکرار از این فرآیند را با استفاده از همان نمونه مواد با شرایط باربرداری متفاوت یا ماسک های استنسیل برای هر بار تکرار اجرا کرد. فرم نهایی به ترتیب و فرم حاصل از هر بار تکرار بستگی دارد. 

## برنامه های فعلی

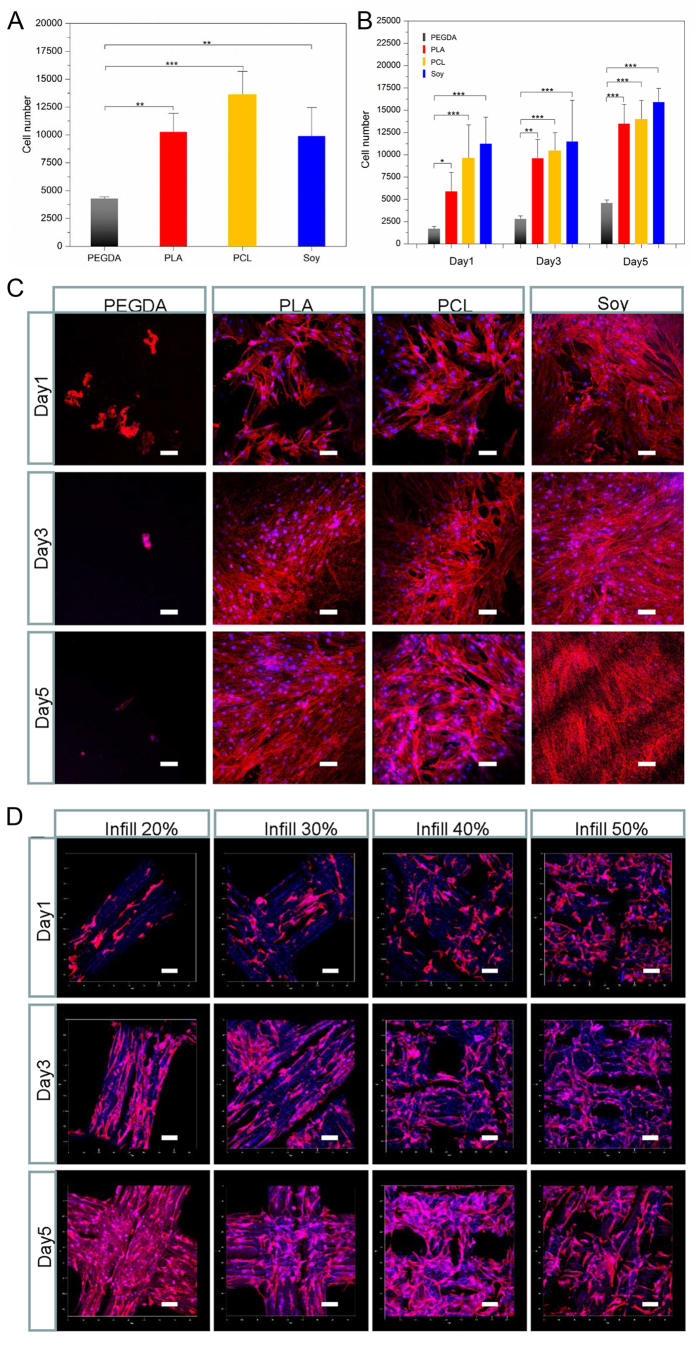
میائو و همکاران او ، قسمتهای A ، B و C نشان دهنده رشد سلول در داربست سویا در مقایسه با مواد مختلف میباشد. قسمت D نشان دهنده رشد سلول در کسر حجمی تراکم پر شده در داربست سویا است.

### زیست-پزشکی
گروه تحقیقاتی دکتر لیجی گریس ژانگ در دانشگاه جورج واشنگتن  نوع جدیدی از رزین مایع با قابلیت چاپ 4D و قابل عکس برداری ایجاد کردند. این رزین از ترکیب اکریلات اکسید شده روغن سویا-تجدید پذیر ساخته شده است که همچنین زیست سازگار است. این رزین به گروه کوچکی از رزین های قابل چاپ سه بعدی می افزاید و یکی از معدود رزین هایی است که زیست سازگار هستند. نمونه ای از این رزین با پرینت سه بعدی لیزر از 18- درجه تا 32 درجه تحت نوسانات دما قرار گرفت و بازیابی کامل شکل اصلی آن را به نمایش گذاشت. داربست های چاپ شده ی این ماده پایه های موفقی برای رشد سلول های بنیادی مزانشیمی مغز استخوان آدمیزاد (hMSC) هستند. کیفیت بالای این ماده در اثر حافظه شکل و سازگاری زیستی ، محققان را بر این باور دارد که به شدت توسعه داربست های پزشکی را پیش می برد. این مقاله تحقیقاتی یکی از اولین مقاله هایی میباشد که استفاده از پلیمرهای روغن گیاهی به عنوان رزین های مایع برای تولید استریولیتوگرافی در کاربردهای پزشکی را مورد وارسی قرار می دهد.
تیم تحقیقاتی لئونید یونوف (دانشگاه بایرویت) روش جدیدی را برای چاپ هیدروژل های زیست سازگار یا قابل تجزیه یا زیست تخریب پذیر با سلولهای زنده ساخته است. این روش اجازه می دهد تا لوله های خود تاشو توخالی با کنترل بی سابقه بر قطرها و ساختارهای آنها با وضوح زیاد . تطبیق پذیری این روش با به کارگیری دو سلول بیولوژیکی مختلف (اسید آلژینات و هیالورونیک) و مغز استخوان موش نشان داده میشود . مهار کردن  پارامترهای چاپ کردن و چاپ پس از چاپ امکان دستیابی به میانگین قطر داخلی لوله را تا 20 میکرومتر دارد ، که هنوز با سایر روش های چاپ موجود قابل دستیابی نیست و با قطر کوچکترین رگ های خونی قابل مقایسه میباشد. روند  چاپ 4D پیشنهادی هیچ تأثیر منفی ای بر زنده ماندن سلولهای چاپ شده ایجاد نمی کند و لوله های مبتنی بر هیدروژل تاشو از بقای سلول برای حداقل 7 روز بدون هیچ  کاهش در زنده ماندن سلول پشتیبانی می کنند. در نتیجه ، استراتژی چاپ چاپ 4D ارائه شده امکان ساخت مجدد ساختارهای قابل تنظیم با قابلیت تنظیم و پاسخگویی را فراهم می کند ، که با انتخاب مواد و یاخته های مناسب اداره می شود. 

## برنامه های احتمالی
برخی از تکنیک ها و فن آوری های موجود که به طور بالقوه می توانند برای چاپ 4D استفاده و تنظیم بشوند.

### نیروی کشش سلول
Cell Traction Force (CTF) روشی است که در آن سلول های زنده میکرو استراکچر را جمع کرده و به شکل طراحی شده خودش منتقل می کنند. این امر از طریق انقباضی که در اثر پلیمریزاسیون اکتین و فعل و انفعالات حاصل از اکتومیوزین در سلول رخ می دهد امکان پذیر میباشد . در فرآیندهای طبیعی ، CTF ترمیم زخم ، آنژیوژنز ، متاستاز و التهاب را تنظیم می کند . Takeuchi و همکاران او سلوله ای دانه دار در دو میکروپلیت قرار گرفتند و وقتی ساختار شیشه ای برداشته شود سلولها شکاف موجود در ریزپلیت را پر کرده و بنابراین خود تاشو را آغاز می کنند . این تیم با این روش توانست هندسه های شبه شکل و حتی دوازدهه های با توان عبور بالا ایجاد کند. حدس و گمان هایی نیز وجود دارد که استفاده از این تکنیک اریگامی سلول منجر به طراحی و چاپ یک ساختار مملو از سلول می شود که می تواند پس از اتمام مراحل چاپ از نمونه های غیر مصنوعی آنها تقلید کند . 

### مواد هوشمند الکتریکی و مغناطیسی
مواد واکنش نشان دهنده ی الکتریکی که امروزه وجود دارد بسته به شدت و یا جهت یک میدان الکتریکی خارجی ، اندازه و شکل خود را تغییر می دهند . پلی آنیلین و پلی پیرول (PPy) به ویژه مواد رسانایی خوبی میباشند و می توانند با استفاده از تترا فلوروبورات دوپ شوند تا تحت محرک الکتریکی منقبض و منبسط بشوند. یک ربات ساخته شده از این مواد با استفاده از یک پالس الکتریکی 3 ولتی به مدت 5 ثانیه حرکت میکند و باعث میشود یک پا گسترش یابد ، سپس محرک را به مدت 10 ثانیه برداشته و باعث حرکت پای دیگر به جلو بشود. تحقیقات در مورد نانولوله های کربنی ، زیست سازگار و رسانای بالا ، نشان می دهد که کامپوزیت ساخته شده از نانولوله کربنی و یک نمونه حافظه شکل ، دارای هدایت الکتریکی و سرعت پاسخ الکتریکی فعال بالاتر از هر دو نمونه به تنهایی میباشد. فروگل های پاسخگو مغناطیسی در حضور یک میدان مغناطیسی قوی منقبض می شوند ؛ بنابراین در تحویل دارو و سلول نیز کاربرد دارند . ترکیبی از نانولوله های کربنی و ذره های پاسخ دهنده مغناطیسی برای استفاده در تقویت رشد سلول و چسبندگی ، در حالی که هنوز یک رسانایی قوی را حفظ کرده است ، از چاپ زیستی استفاده شده است.

### تجارت و حمل و نقل
Skylar Tibbits در مورد کاربردهای آینده ی مواد چاپ 4D به عنوان محصولات قابل برنامه ریزی که می توانند متناسب با شرایط خاص باشند و به عواملی مانند دما ، رطوبت ، فشار و صدای بدن یا محیط فرد پاسخ می دهند ، توضیح می دهد . Tibbits همچنین به مزیت چاپ 4D برای برنامه های حمل و نقل و سفر اشاره می کند - این اجازه می دهد محصولات بسته بندی شوند تا بعداً با طراحی محرک ساده شکل طراحی شده خود را در محل فعال کنند. همچنین احتمال حمل کانتینرهای حمل 4D که به نیروهای در حال عبور برای توزیع یکنواخت بارها واکنش نشان می دهند نیز وجود دارد. بسیار محتمل است که مواد چاپ شده 4D پس از خرابی بتوانند خود را ترمیم هم بکنند. این مواد قابلیت جدا شدن از خود را دارند و در نتیجه بازیافت قطعات سازنده آنها آسان تر است. 

## همچنین ببینید
- محصول چهار بعدی
- معماری پاسخگو